# Colomiers
Colomiers francouzské město v departementu Haute-Garonne v regionu Okcitánie. V roce 2010 zde žilo 35 186 obyvatel.

## Vývoj počtu obyvatel
Počet obyvatel 